# Versos con faldas
Versos con faldas fue una tertulia literaria femenina que se celebró en Madrid (España) entre los años 1951 y 1953. Fue impulsada por Gloria Fuertes, Adelaida Las Santas y María Dolores de Pablos con la intención de que, ante la escasa presencia de las mujeres en los recitales, las poetas contasen con un lugar para dar a conocer su obra y compartir sus inquietudes literarias.

## Desarrollo de la tertulia
La primera tertulia de Versos con Faldas se celebró el 5 de marzo de 1951 en el sótano de la Asociación artístico-literaria del Teatro Gallego, ubicado en el número 5 de la Carrera de San Jerónimo de Madrid. Lo singular de la experiencia hizo que se congregaran varios fotógrafos y periodistas. Días después, el diario Pueblo publicaba un artículo con el título "Gloria, Adelaida y María Dolores han enfaldado la poesía".
Al principio se reunieron cada lunes en la Asociación del Teatro Gallego pero sus responsables no tardaron en empezar a ejercer presión sobre ellas para que dejaran de celebrar sus encuentros poéticos allí. Gloria Fuertes lo contaba así en una entrevista a "El folletín" en 1952: "Instalaron una mesa de futbolín en el salón donde nos reuníamos nosotras, y cuando alguna poetisa empezaba a recitar, los socios gritaban en torno a la mesa con gran regocijo”. Este conflicto hizo que la tertulia se trasladara a la Asociación de escritores y artistas, lo que implicó, pese a las resistencias de las impulsoras, la condición de pagar el local y por lo tanto cobrar una peseta como entrada. Este hecho, que convirtió además la tertulia en quincenal, junto con la supresión por parte de la Dirección General de Seguridad de la Dictadura Franquista en 1952 de los recitales y tertulias de café, fue el principio de la progresiva pérdida de fuerza de la tertulia. Antes de su desaparición en 1953, se reunieron también en el Centro Asturiano de Madrid y otros locales cerrados.
Pese a la disolución de Versos con Faldas, en los años siguientes muchas de las autoras mantuvieron los vínculos y redes de apoyo, coincidieron en otros espacios y se publicaron antologías donde se recogía la obra de algunas de ellas. Es el caso de Poesía femenina española viviente, de 1954 o Poesía femenina española (1950-1960), de 1971, ambos publicados por Carmen Conde.

## Participantes
A lo largo del año y medio de duración de la tertulia llegaron a participar en ella unas 60 poetas, aunque solo se conoce el nombre de 47.
Además de Gloria Fuertes, entre las fundadoras se encuentra Adelaida Las Santas (Villarejo de Salvanés, 1918-Madrid, 2006), la responsable de financiar los programas de mano de la tertulia. Periodista de profesión, colaboró en diversos diarios madrileños. Estuvo muy presente en los recitales de los 50, impartió distintas conferencias a partir de los años 60 y dirigió una colección de poesía. Además, fue directora durante dos años del Ciclo de Sonetos en el Ateneo de Madrid. La tercera fundadora fue María Dolores de Pablos (Madrid, 1917-1981), escritora polifacética, teósofa y aficionada a la pintura y a la astrología. Presentó en Radio España un programa relacionado con la astrología entre 1958 y 1960. Profesora de astrología desde 1963, fue fundamental para la creación diez años después de la Escuela Cultura Astrológica. Toda su obra literaria está aún inédita.
Otras participantes fueron Ángela Figuera Aymerich, Sagrario Torres, Carolina D’Antin, María Luisa Chicote, Rosario Moncada, María Ontiveros, Carmen de la Torre Vivero, Elvira González Sierra, Carmen  Barberá, Stella Corvalán, Carmen Martín de la Cámara, Josefina de Silva, María Settier, o María Paz Villoria.  

## Primera edición de Versos con Faldas (1983)
Con la intención de dejar constancia de la experiencia, Adelaida Las Santas publicó en el año 1983 Versos con Faldas, con prólogo y nota de Gloria Fuertes y una introducción donde cuenta la historia de la tertulia. La antología recopila poemas de 47 de las participantes junto con algunos, aunque escasos, datos biográficos. Si bien parte de las autoras habían desarrollado una reconocida carrera literaria, como Gloria Fuertes, Carmen Conde o Ángela Figuera Aymerich, para muchas fue la única publicación en la que había aparecido su obra hasta entonces.

## Segunda edición de Versos con Faldas (2019)
Partiendo de la primera edición, Fran Garcerá y Marta Porpetta inician una investigación que culminará con la publicación en el año 2019 de la segunda y más completa edición de Versos con Faldas. En ella se reconstruye la vida de las 47 poetas que aparecieron en la primera edición junto con algunas de sus obras y,  en la mayoría de los casos, fotografía y firma de las autoras. En la publicación se presentan también programas de mano de esta y otras tertulias posteriores así como dedicatorias de libros entre las diferentes poetas.